# Chavarivière
La Chavarivière est un ruisseau français du Massif central, intégralement situé dans le département du Cantal, affluent de la Sionne et sous-affluent de la Dordogne.

## Géographie
La Chavarivière prend sa source à Salers, à environ 950 mètres d’altitude, et rejoint la Sionne en rive gauche à deux kilomètres au sud-est de Drugeac.